# دوري الدرجة الأولى الليتواني 2018
دوري الدرجة الأولى الليتواني 2018 (بالليتوانية: 2018 m. A lyga)‏ هو الموسم 29 من  دوري الدرجة الأولى الليتواني. أقيم خلال الفترة 24 فبراير 2018 وحتى 11 نوفمبر 2018، وكان عدد الأندية المشاركة فيه  8، وفاز فيه نادي سودوفا ماريامبوله.